# Medal Królewski

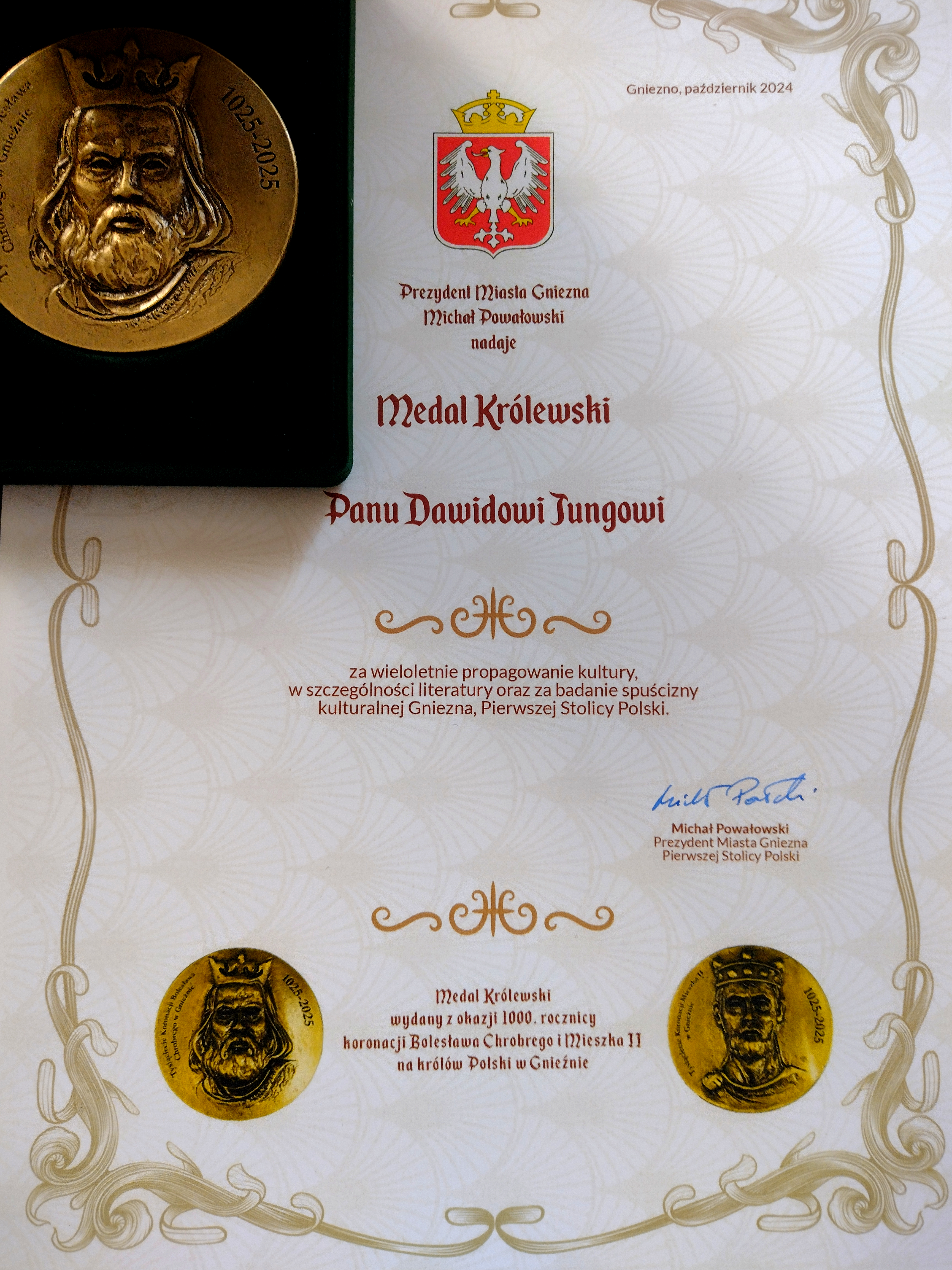
Akt nadania Medalu Królewskiego

Medal Królewski – polskie odznaczenie ustanowione 5 września 2024 przez Prezydenta Miasta Gniezna, Michała Powałowskiego, z okazji 1000. rocznicy koronacji dwóch pierwszych królów Polski, Bolesława Chrobrego i Mieszka II Lamberta, która odbyła się w 1025 w gnieźnieńskiej katedrze. Medal jest przyznawany osobom szczególnie zasłużonym dla miasta Gniezna oraz jego promocji na arenie krajowej i międzynarodowej.

## Historia i powstanie
Medal Królewski został stworzony z myślą o uhonorowaniu tych, którzy swoją działalnością społeczną, kulturalną lub zawodową wnieśli wyjątkowy wkład w rozwój Gniezna. Wprowadzenie tego odznaczenia związane jest z obchodami tysiąclecia koronacji pierwszych królów Polski w Gnieźnie, co podkreśla historyczne znaczenie miasta jako pierwszej stolicy Polski. Dotychczas wybito 100 medali.

## Opis
Medal został zaprojektowany przez Tomasza Jędrzejewskiego. Na awersie odznaczenia znajduje się wizerunek Bolesława Chrobrego, pierwszego koronowanego króla Polski, natomiast na rewersie umieszczono podobiznę jego syna, Mieszka II Lamberta. Medale opatrzone są datami 1025–2025, symbolizującymi tysiąc lat od koronacji obu władców. Jędrzejewski jest również autorem innych artystycznych projektów związanych z Gnieznem, w tym statuetki Królika – Nagrody Kulturalnej Miasta Gniezna.

## Kryteria przyznawania
Medal Królewski przyznawany jest na wniosek osób lub organizacji, które mogą zgłaszać kandydatów zasłużonych dla Gniezna. Aby zawnioskować o przyznanie medalu, należy wypełnić specjalny formularz dostępny na oficjalnej stronie internetowej miasta Gniezna. Wnioski są rozpatrywane indywidualnie przez Prezydenta Miasta.

## Znani laureaci
- Wojciech Polak – Prymas Polski, który jako pierwszy został uhonorowany Medalem Królewskim za zasługi dla miasta i jego mieszkańców[6]
- Dawid Jung - za wieloletnie propagowanie kultury, w szczególności literatury oraz za badanie spuścizny kulturalnej Gniezna, Pierwszej Stolicy Polski[7]